# لويس أنتوني
لويس م. أنتوني (بالإنجليزية: Louise Antony)‏ هي فيلسوفة أميركية تعمل حالياً أستاذاً للفلسفة في جامعة ماساتشوستس في أمهرست. قبل التحاقها بالكلية في جامعة ماساتشوستس في أمهرست عام 2006، درّست في العديد من الكليات والجامعات الأخرى. وهي متخصصة في فلسفة العقل، ونظرية المعرفة، والنظرية النسوية، وفلسفة اللغة.
بالإضافة إلى عملها الأكاديمي، فقد تحدثت أيضا عن المناخ القمعي للمرأة في الفلسفة. كما كتبت واحدة من سلاسل المقالات كعمود رأي صحيفة «نيويورك تايمز» في خريف عام 2013، وقد أسست مع آن كود مشروع توجيهي للنساء الشابات في الفلسفة في عام 2011. شغلت منصب رئيس القسم الشرقي للرابطة الفلسفية الأمريكية خلال 2015-2016.

## النشأة والتعليم
حصلت أنتوني على درجة البكالوريوس في الفلسفة من جامعة سيراكيوز في عام 1975، وبعد ذلك ذهبت إلى جامعة هارفارد للحصول على شهادة الدكتوراه، والتي حصلت عليها في عام 1981. كان أول منصب أكاديمي لها في جامعة إلينوي، في أوربانا شامبين عام 1980-1981. ودرّست في جامعة بوسطن من 1981-1983؛ وكلية بيتس من 1983-1986؛ وجامعة ولاية كارولينا الشمالية من 1986-1993؛ وجامعة كارولينا الشمالية، وتشابل هيل من 1993-2000؛ وجامعة ولاية أوهايو من عام 2000 إلى 2006. وناقشت المدافعة المسيحية ويليام لين كريج في عام 2008 حول موضوع «هل الله ضروري للأخلاق؟».

## نطاقات البحث
ركز عمل البروفيسور أنتوني على مسألة كيف يمكن تحقيق العقلية في عالم مادي؛ وقد كتبت على نطاق واسع عن السببية العقلية، وطبيعة التمثيل العقلي، والعلاقة بين اللغة والعقل. تقع أنتوني في عملها على فلسفة العقل في منطقة وسط بين الماديين المتشددين مثل دانييل دينيت الذي ينكر إمكانية وجود العقل، ومجموعات مثل الثنائيين، والأحاديين المحايدين، وهم أولئك الذين يبحثون عن تفسيرات غير مادية للعقل. كما أن أنتوني هي واحدة من أبرز دعاة الفلسفة النسوية التحليلية، مما يشير إلى أن الفلاسفة النسويات السابقات تجاهلوا مدى رفض الفلاسفة التحليليين لأفكار التجريبيين والعقلانيين، وبالتالي خلطوا بين المعرفة التحليلية والتجريبية.

## المنشورات
كتبت أنتوني عددًا من الأوراق البحثية، ومراجعات الكتب، والمقالات. كما قامت بتحرير وعرض ثلاثة مجلدات: فلاسفة بدون آلهة (مطبعة جامعة أكسفورد، 2007)، ومجموعة من المقالات من قبل كبار الفلاسفة الذين يعرضون حياتهم من دون الإيمان الديني؛ وتشومسكي ونقاده، ومع نوربرت هورنشتاين (شركة بلاكويل للنشر، 2003)؛ ومع شارلوت ويت، وعقل المرء: مقالات نسوية حول المنطق والموضوعية، (وستفيو بريس، 1993)، والتي تم توسيعها في عام 2002 في الطبعة الثانية.
تتضمن المقالات المختارة الأخرى: «الطبيعة والمبادئ»، و«الإدراك المتعدد: إبقائه واقعيًا»، و«الإلحاد كقوة مثالية من أجل حب العقل»، و«الجميع حصل عليه: دفاعًا عن المادية غير الاختزالية في فلسفة العقل»، و«لأنني قلت ذلك: نحو نظرية نسوية للسلطة» مع ريبيكا هانراهان.